# Krásná vyhlídka
Krásná vyhlídka je jedna ze skalních vyhlídek v Příhrazských skalách, nacházející na cestě z Drábských světniček na Příhrazy. Na vrcholu skal, přímo nad Trhlinovou propastí, pak byla pro turisty vybudována chata Na Krásné vyhlídce. Místo umožňuje rozhled na Český ráj, jemuž v této části dominuje rybník Žabakor. Při dobrém počasí jsou vidět i Ještěd, Jizerské hory a Krkonoše.
Krásná vyhlídka patří mezi turisty k hojně navštěvovaným místům, neboť stojí na křížení dvou turistických tras – červené od Klamorny na skalní hrad Staré Hrady a modré od Kavčin ke hrádku Hynšta (obě společně přicházejí od Drábských světniček Studeným průchodem). Kromě toho zde začíná také zeleně značená turistická trasa, mířící na Skalku. Motoristé se sem dostanou po silničce od Mužského. Místem také procházela dnes již zrušená NS Příhrazské skály.